# Philadelphia School of Design for Women
La Philadelphia School of Design for Women était une école d'art pour femmes à Philadelphie, en Pennsylvanie. Installée dans l'ancienne maison Edwin Forrest au 1346 North Broad Street, sous la direction d'Emily Sartain (1886 – 1920), elle est devenue la plus grande école d'art pour femmes aux États-Unis. Ses professeurs comprenaient Robert Henri, Samuel Murray et Daniel Garber. En 1932, elle fusionna avec ce qui est aujourd'hui le Moore College of Art and Design.

## Histoire
Sarah Worthington King Peter, épouse du consul britannique à Philadelphie, crée une école d'arts industriels chez elle en 1848 pour enseigner aux femmes sans moyens de subsistance un métier. L'école enseigne la lithographie, la sculpture sur bois et le design, notamment pour les articles ménagers comme les tapis et le papier peint. Le mari de Peter décède peu de temps après qu'elle a créé l'école et elle retourne chez elle à Cincinnati, dans l'Ohio.
En 1850, Peter écrit au Franklin Institute au sujet de sa classe de dessin composée d'une vingtaine de jeunes femmes devenant une « branche coopérative, mais distincte » de l'institut. Le Franklin Institute crée et supervise la Philadelphia School of Design for Women de 1850 à 1853. Un groupe de 17 hommes sont désignés fondateurs de l'école en 1853. Elliott Cresson fait partie de ces 17 administrateurs et est élu président dès la première réunion. L'illustratrice scientifique Helen Elizabeth Lawson est nommée au poste de secrétaire de l'école,. C'était la plus grande école d'art pour femmes du pays et ses étudiantes comprenaient Emily Sartain, Jessie Willcox Smith, Alice Barber Stephens, Elizabeth Shippen Green, Annie Traquair Lang et Alice Neel,.
La première directrice de l'école est Anne Hill, qui occupe ce poste de 1850 à 1852. L'artiste Thomas Braidwood (1855-1873) lui succède puis quitte l'école probablement en raison de désaccords avec John Sartain, qui fut directeur de l'école pendant 28 ans. Elizabeth Croasdale prend la direction de l'école de 1873 à 1886, remplacée par la fille de Sartain, Emily Sartain, de 1886 à 1920.
Le prospectus de 1875 de l'école indique que ses professeurs sont Charles Page, professeur de conception, de modélisation et de lithographie ; Peter Moran, professeur de peinture de paysage à l'huile et à l'eau ; Stephen J. Ferris, professeur de dessin de la figure humaine et de peinture d'après l'antiquité et d'après nature ; John Dalziel, professeur de gravure sur bois ; Rebecca N. Trump, professeure de dessin à main levée et de peinture de fleurs d'après nature et Sophia Freedley, professeure de dessin d'objets avec perspective pratique.
Emily Sartain est la cheffe de l'école jusqu'en 1920,. En 1920, le poste de directeur est rebaptisé doyen et la nièce de Sartain, Harriet Sartain, occupe ce poste de 1920 à 1946. Des présidents supplémentaires sont répertoriés dans le livre Moore College of Art & Design de Sharon G. Hoffman et Amanda M. Mott.
Emily Sartain met en place des cours de dessin d'après nature à la Philadelphia School of Design for Women , en utilisant des modèles masculins drapés et des modèles féminins nus, ce qui était révolutionnaire à l'époque pour les femmes artistes. Sartain crée un programme professionnel fondé sur une formation technique longue et des normes élevées. Les femmes ont appris à créer des œuvres d'art basées sur des formes tridimensionnelles et humaines, sur la base de sa formation à Paris et à l'Académie des Beaux-Arts de Pennsylvanie. Elle introduit des membres importants du corps professoral tels que Robert Henri, Samuel Murray et Daniel Garber. En 1892, Robert Henri commence à enseigner à l'école. William Innes Homer déclare à son sujet : « Enseignant né, Henri a connu un succès immédiat à l'école ».
Nina de Angeli Walls écrit : « Comme l'illustre la carrière de Sartain, les écoles d'art conféraient un statut professionnel dans un domaine culturel autrefois dominé par les hommes. Les femmes artistes ont eu recours à l’école formelle pour contrer l’accusation d’amateurisme qui leur était fréquemment adressée. Les écoles de design du XIXe siècle ont été les premières institutions à offrir une certification professionnelle aux femmes dans des carrières telles que l'éducation artistique, la conception de tissus ou l'illustration de magazines ; par conséquent, les écoles ont ouvert des voies sans précédent vers l’indépendance économique des femmes ». En 1932, la Philadelphia School of Design for Women fusionne avec le Moore Institute of Art, Science and Industry. C'est maintenant le Moore College of Art and Design, qui propose à la fois un baccalauréat en beaux-arts et une maîtrise ès arts en éducation artistique. La maison Edwin Forrest, siège de l'école entre 1880 et 1959, a été désignée monument historique national en reconnaissance de son association avec l'école.

## Faculté
- Rae Sloan Bredin
- Stephen James Ferris
- Daniel Garber
- Robert Henri
- Peter Moran
- Samuel Murray
- Leopold Seyffert

## Étudiantes
- Elenore Abbott
- Theresa Bernstein
- Mary-Russell Ferrell Colton
- Florence Esté
- Lillian Genth
- Bessie Pease Gutmann
- Charlotte Harding
- Ella Sophonisba Hergesheimer
- Edith Lucile Howard
- Anna Russell Jones
- Gertrude Alice Kay
- Alice Kindler
- Maria Louise Kirk[14]
- Annie Traquair Lang
- Alice Mumford
- Phoebe Davis Natt
- Alice Neel
- Anne Parrish
- Deborah Griscom Passmore
- Katharine Pyle
- Paulette Van Roekens
- Jessie Willcox Smith
- Alice Barber Stephens